# Felice Viali
Felice Viali (Padua, 18 oktober 1637 – aldaar, 21 januari 1722) was een Italiaans rooms-katholiek priester en hoogleraar. Viali was hoogleraar geneeskunde (1661-1675) aan de universiteit van Pisa in het groothertogdom Toscane. Daarna was hij hoogleraar botanica (1687-1718) aan de universiteit van Padua in de republiek Venetië.

## Levensloop

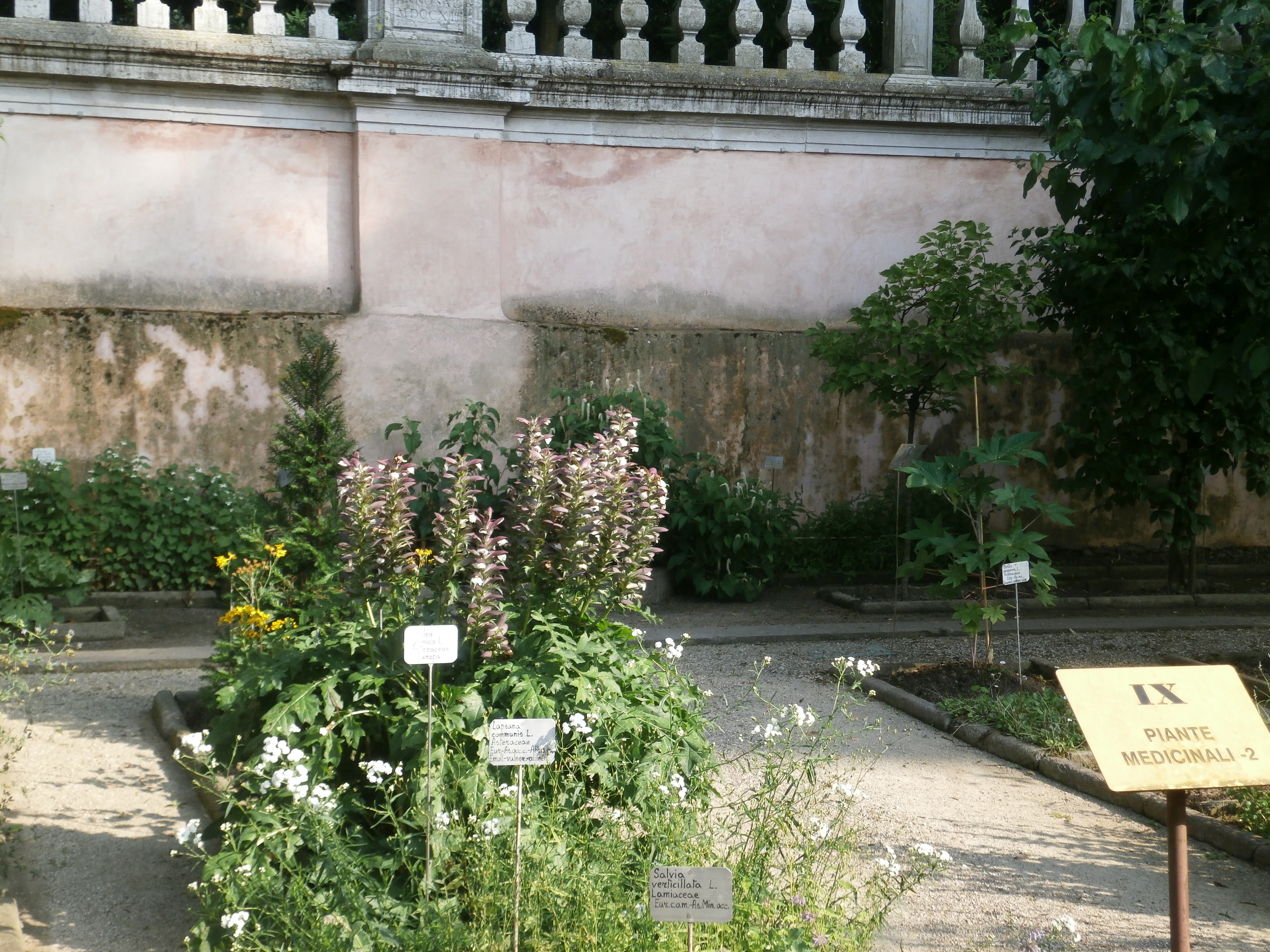
Botanische tuin van Padua, UNESCO werelderfgoed

Priester Viali studeerde geneeskunde aan de universiteit van Padua waar hij doctoreerde. Hij trok vervolgens naar de universiteit van Pisa waar hij een leerstoel geneeskunde bekleedde van 1661 tot 1675. In 1675 riep de Senaat van Venetië hem terug naar zijn geboortestad Padua naar de universiteit.
Viali moest wachten tot 1683 om benoemd te worden tot prefect van de botanische tuin van de universiteit. Pas in 1687 werd Viali hoogleraar botanica. Zijn leerstoel genaamd Ostensio simplicium in horto, was een afsplitsing van de leerstoel van professor Giorgio Dalla Torre, hoogleraar botanica en farmacologie. De leerstoel van Viali hield praktijklessen in voor de studenten. Viali bouwde serres en legde waterleidingen aan om nieuwe planten te cultiveren.
Viali publiceerde niets over botanica. Wel schreef hij gedichten en brieven. In 1718 ging hij met emeritaat; hij was meer dan dertig jaar prefect van de botanische tuin geweest. Hij stierf enkele jaren later (1722). Zijn broer Vincenzo schonk de privébibliotheek aan de universiteit.